# Kauza Excelsior
Kauza Excelsior je šestnáctý díl třetí řady amerického televizního seriálu Teorie velkého třesku. V této epizodě hostují Stan Lee, Kevin Sussman, Steve Paymer, Marcus Folmar a Ian Scott Rudolph. Režisérem epizody je Peter Chakos.

## Děj
Stuart (Kevin Sussman) pořádá ve svém obchodě s komiksy autogramiádu Stana Lee, na kterou se celá partička chystá jít. Sheldon však ve stejný okamžik musí k soudu kvůli jízdě na červenou, když v epizodě Deficit lepících kachen vezl zraněnou Penny do nemocnice. Autogramiádu samozřejmě propásne a viní z toho právě Penny. Ta mu nakonec se Stanem Lee "zařídí" osobní setkání.

## Obsazení
| Johnny Galecki    | Leonard Hofstadter |
| Jim Parsons       | Sheldon Cooper     |
| Kaley Cuoco       | Penny              |
| Simon Helberg     | Howard Wolowitz    |
| Kunal Nayyar      | Raj Koothrappali   |
| Stan Lee          | sám sebe           |
| Kevin Sussman     | Stuart Bloom       |
| Steve Paymer      | soudce Kirby       |
| Marcus Folmar     | strážný            |
| Ian Scott Rudolph | Kapitán Teplák     |